# Alwin Schultz
Alwin Schultz, född den 6 augusti 1838 i Muskau, död den 10 mars 1909 i München, var en tysk konst- och kulturhistoriker.
Efter att en tid ha varit verksam vid Breslaus universitet blev Schultz 1882 ordinarie professor i Prag. Han tog avsked 1903 och levde därefter i München. Schultz författarskap ägnades till en del åt schlesiska konststudier: Schlesiens Kunstleben im 13. bis 18. Jahrhundert (1870—1872), Schlesiens Kunstdenkmale (1875), Untersuchungen zur Geschichte der schlesischen Maler 1500—1800 (1882) med mera. Vidare skrev han Über Bau und Einrichtung der Hofburgen (1862), Die Legende von Leben der Jungfrau Maria und ihre Darstellung in der bildenden Kunst des Mittelalters (1878), Das höfische Leben zur Zeit der Minnesänger (2 band, 1879—80, ny upplaga 1889 ff.), Gerhard Heinrich von Amsterdam (1880), Deutsches Leben im 14. und 15. Jahrhundert (1892) et cetera. Schultz skildrade konstens historia i populära framställningar som Kunst und Kunstgeschichte (2 delar 1884, utvidgad utgåva 1887) och Allgemeine Geschichte der bildenden Kunst (1894).